# Saint Peter's Peacocks

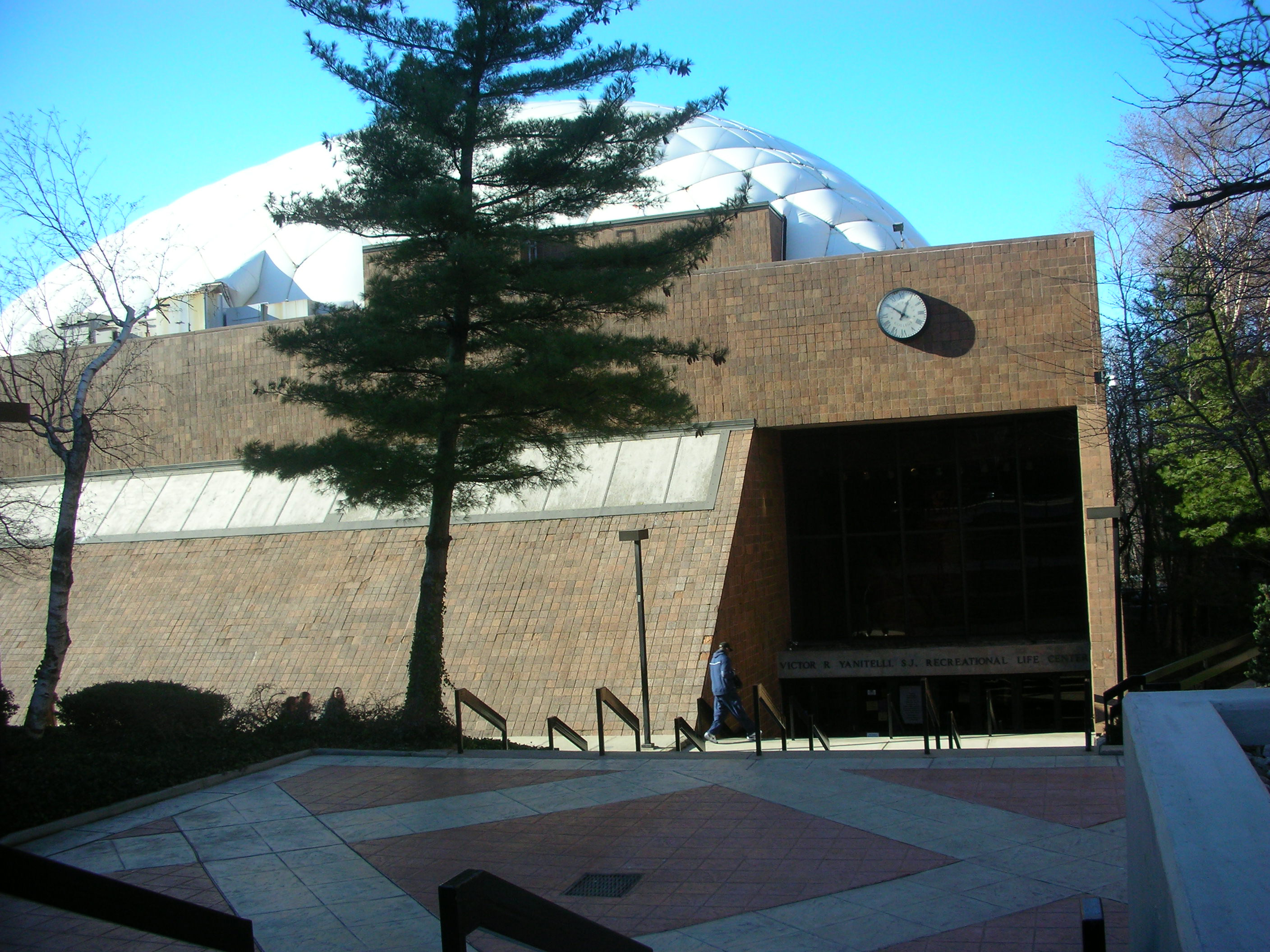
Exterior del Yanitelli Center, que incluye Run Baby Run Arena.

Saint Peter's Peacocks (en español: pavos reales de la Universidad de San Pedro) es la denominación de los equipos deportivos de la Universidad de San Pedro, institución académica ubicada en Jersey City, Nueva Jersey. Los Peacocks participan en las competiciones universitarias organizadas por la NCAA, y forman parte de la Metro Atlantic Athletic Conference desde su fundación en 1981.

## Apodo y mascota
Tras la reapertura de la institución en 1930, después de haber estado cerrada 12 años por el impacto de la Primera Guerra Mundial, el decano, el reverendo Gannon, decidió que la mascota de la universidad sería un pavo real, porque, según sus palabras, refleja el espíritu de la resurrección y de la vida eterna. El nombre también tiene vínculos con la ciudad, Jersey City, llamada originalmente Pavonia o tierra de pavos.

## Equipos
Los Peacocks tienen 7 equipos masculinos y 8 femeninos:
| Masculino: - Baloncesto - Campo a través - Fútbol - Natación - Tenis - Béisbol - Golf | Femenino: - Baloncesto - Campo a través - Fútbol - Natación - Tenis - Sófbol - Voleibol - Bolos |

## Baloncesto
El equipo de baloncesto masculino ha conseguido el título de conferencia en 4 ocasiones, la última de ellas en 2022. En la temporada 2021-22, los Peacocks se convirtieron en el primer equipo sembrado en el puesto 15 en su torneo regional de la NCAA (de 16 equipos) en avanzar a la final regional (ronda de 8), conocida como Elite Eight. Cuatro de sus jugadores han llegado a jugar en la NBA, siendo el más destacado Rich Rinaldi.